# Bassum
Bassum è una città di 16 125 abitanti della Bassa Sassonia, in Germania.
Appartiene al circondario (Landkreis) di Diepholz (targa DH).

## Geografia antropica

### Suddivisioni amministrative
Il terriorio comunale comprende anche le frazioni (Ortsteil) di Albringhausen, Apelstedt, Bramstedt (con Bünte e Röllinghausen), Eschenhausen, Groß Henstedt, Groß Ringmar, Hallstedt, Hollwedel, Neubruchhausen, Nienstedt, Nordwohlde, Osterbinde, Schorlingborstel, Stühren e Wedehorn.